# Hanna Kalinina
Hanna Heorhijiwna Kalinina (ukrainisch Ганна Георгіївна Калініна; * 1. Mai 1979 in Kiew) ist eine ehemalige ukrainische Seglerin.

## Erfolge
Hanna Kalinina nahm in der Bootsklasse Yngling an den Olympischen Spielen 2004 in Athen teil. Gemeinsam mit Switlana Matewuschewa war sie Crewmitglied von Rudergängerin Ruslana Taran und gewann mit diesen die Silbermedaille, als sie dank 50 Punkten hinter dem britischen und vor dem dänischen Boot Zweite wurde. Im selben Jahr gewann sie im Yngling Bronze bei den Europameisterschaften.